# Чуровское (сельское поселение, Удмуртия)
Чуровское — упразднённое муниципальное образование со статусом сельского поселения в Якшур-Бодьинском районе Удмуртии Российской Федерации.
Административный центр — посёлок Чур.
Законом Удмуртской Республики от 11.05.2021 № 43-РЗ к 25 мая 2021 года упразднено в связи с преобразованием муниципального района в муниципальный округ.

## История
Статус и границы сельского поселения установлены Законом Удмуртской Республики от 14 июля 2005 года № 44-РЗ «Об установлении границ муниципальных образований и наделении соответствующим статусом муниципальных образований на территории Якшур-Бодьинского района Удмуртской Республики».

## Население
| 2010  | 2012  | 2013  | 2014  | 2015  | 2016  | 2017  |
| ----- | ----- | ----- | ----- | ----- | ----- | ----- |
| 2416  | ↘2408 | ↗2413 | ↗2463 | ↗2475 | ↘2465 | ↘2443 |
| 2018  | 2019  | 2020  |       |       |       |       |
| ↘2406 | ↘2378 | ↘2343 |       |       |       |       |

## Состав сельского поселения
| № | Населённый пункт | Тип населённого пункта          | Население |
| - | ---------------- | ------------------------------- | --------- |
| 1 | Большая Итча     | деревня                         | ↘15       |
| 2 | Вожьяк           | деревня                         | ↘21       |
| 3 | Малая Итча       | деревня                         | ↘128      |
| 4 | Угловая          | село                            | ↘137      |
| 5 | Чернушка         | деревня                         | ↘7        |
| 6 | Чур              | посёлок, административный центр | ↗2100     |